# اسماعیل محمدی
اسماعیل محمّدی (زاده ۱۲۸۹ – درگذشته ۱۳۶۶) بازیگر سینما و تلویزیون اهل ایران بود.

## کارنامه هنری
آخرین بازی اسماعیل محمّدی در سریالِ هزاردستان ساختهٔ علی حاتمی بود. که در حین پخش این سریال این هنرمند چشم از جهان فروبست. در پایان قسمت سوم کارگردان اثر با صدای خود بر روی اخرین تصویر پیر صحنه فقدان او را تسلیت گفت.

## آثار

### سینما
- ۱۳۵۳ - دایره مینا
- ۱۳۵۵ - سرایدار
- ۱۳۵۷ - سایه‌های بلند باد
- ۱۳۵۸ - زنده باد ...
- ۱۳۶۰ - برنج خونین
- ۱۳۶۰ - حاجی واشنگتن
- ۱۳۶۲ - هیولای درون
- ۱۳۶۲ - کمال‌الملک
- ۱۳۶۲ - بنفشه زار
- ۱۳۶۴ - جاده‌های سرد
- ۱۳۶۴ - تنوره دیو
- ۱۳۶۵ - روزهای انتظار
- ۱۳۶۵ - تصویر آخر
- ۱۳۶۶ - خارج از محدوده
- ۱۳۶۹ - در مسلخ عشق
- ۱۳۷۸ - تهران روزگار نو